# Windparken Oosterscheldekering
Windparken Oosterscheldekering zijn een verzameling windparken van verschillende eigenaren met één beheerder. De parken liggen op de voormalige werkeilanden van de Oosterscheldekering, Roggenplaat (gemeente Schouwen-Duiveland), Neeltje Jans (gemeente Veere), en bij de voormalige werkhaven Jacobahaven (gemeente Noord-Beveland) in de Nederlandse provincie Zeeland.

## De windparken
| Naam                  | Aantal molens | Vermogen | Totaal vermogen | Type               | Ashoogte | Tiphoogte | Jaar | Eigenaar                   |
| --------------------- | ------------- | -------- | --------------- | ------------------ | -------- | --------- | ---- | -------------------------- |
| Binnenhaven           | 4             | 4,3 MW   | 17,2 MW         | Vestas, V136       | 136 m    | 204 m     | 2022 | Windpark Cluster BV        |
| Bouwdokken            | 9             | 4,2 MW   | 37,8 MW         | Enercon, E126 EP4  | 99 m     | 162,5 m   | 2018 | Windpark OSK BV            |
| Jacobahaven           | 3             | 3 MW     | 9 MW            | Vestas, V90        | 80 m     | 125 m     | 2006 | Windpark Zeeland I BV      |
| Noordland Buitenhaven | 2             | 3 MW     | 6 MW            | Vestas, V90        | 80 m     | 125 m     | 2012 | Windpark Roompotsluis BV   |
| Noordland Buitenhaven | 2             | 4,3 MW   | 8,6 MW          | Vestas, V136       | 136 m    | 204 m     | 2021 | Windpark Roompotsluis 2 BV |
| Poolvoet              | 2             | 4 MW     | 8 MW            | Enercon, E-126 EP3 | 96 m     | 159,5 m   | 2022 | Poolvoet BV                |
| Roggenplaat Oost      | 4             | 2,3 MW   | 9,2 MW          | Enercon, E-82      | 78 m     | 119 m     | 2012 | Windpark Roggeplaat BV     |
| Roggenplaat West      | 2             | 4,3 MW   | 8,6 MW          | Vestas, V117       | 91,5 m   | 150 m     | 2021 | RP-West BV                 |
| Vluchthaven           | 1             | 3 MW     | 3 MW            | Vestas, V90        | 80 m     | 125 m     | 2012 | Windpark Neeltje-Jans BV   |
| Vluchthaven           | 3             | 4,3 MW   | 12,9 MW         | Vestas, V136       | 136 m    | 204 m     | 2022 | Windpark Neeltje-Jans 2 BV |

Tabel bijgewerkt op 2023-11-06.

## Energietransport
De opgewekte energie wordt met een 150 kV AC grondkabel naar het hoogspanningsverdeelstation De Poel bij Goes getransporteerd (ruim 28 km).